# نوووسدلی ناد نژارکوو
نوووسدلی ناد نژارکوو (به چکی: Novosedly nad Nežárkou) یک منطقهٔ مسکونی در جمهوری چک است که در ناحیه ییندریخوف هرادتس واقع شده‌است. نوووسدلی ناد نژارکوو ۴۴٫۶۶ کیلومتر مربع مساحت و ۶۴۳ نفر جمعیت دارد و ۴۶۰ متر بالاتر از سطح دریا واقع شده‌است.